# Pantone
Pantone LLC este o companie cu răspundere limitată, sediul în Carlstadt, New Jersey, Statele Unite. Compania este cunoscută mai ales pentru Pantone Matching System (PMS), un spațiu de culoare patentat utilizat într-o varietate de industrii, în special design grafic, design de modă, design de produs, imprimare și fabricație și care susține gestionarea culorii de la proiectare la producție, în formate fizice și digitale.
X-Rite, un furnizor de instrumente și software de măsurare a culorii, a achiziționat Pantone pentru 180 milioane de dolari în octombrie 2007, și a fost achiziționat de Danaher Corporation în 2012.

## Culoarea anului
Din 2000, Pantone Color Institute a declarat o anumită culoare „Culoarea anului”. De două ori pe an, compania găzduiește, într-o capitală europeană, o întâlnire secretă a reprezentanților grupurilor de standarde de culoare ale diferitelor națiuni. După două zile de prezentări și dezbateri, ei aleg o culoare pentru anul următor; de exemplu, culoarea pentru vara anului 2013 a fost aleasă la Londra în primăvara anului 2012.  Culoarea se presupune că este conectată la zeitgeist;de exemplu, comunicatul de presă care declara Honeysuckle culoarea din 2011 spunea "În vremuri de stres, avem nevoie de ceva care să ne ridice spiritul. Honeysuckle este o culoare captivantă, stimulantă, care face ca adrenalina să devină – perfectă pentru a alunga depresia". Rezultatele ședinței sunt publicate în Pantone View, pe care designerii de modă, florarii și multe alte companii orientate către consumatori le achiziționează pentru a-și orienta proiectele și planifica viitoarele produse. 2016 și 2021 sunt singurii ani cu mai multe culori.
2000
Cerulean
Pantone 15-4020
#9BB7D4
2001
Fuchsia Rose
Pantone 17-2031
#C74375
2002
True Red
Pantone 19-1664
#BF1932
2003
Aqua Sky
Pantone 14-4811
#7BC4C4
2004
Tigerlily
Pantone 17-1456
#E2583E
2005
Blue Turquoise
Pantone 15-5217
#53B0AE
2006
Sand Dollar
Pantone 13-1106
#DECDBE
2007
Chili Pepper
Pantone 19-1557
#9B1B30
2008
Blue Iris
Pantone 18-3943
#5A5B9F
2009
Mimosa
Pantone 14-0848
#F0C05A
2010
Turquoise
Pantone 15-5519
#45B5AA
2011
Honeysuckle
Pantone 18-2120
#D94F70
2012
Tangerine Tango
Pantone 17-1463
#DD4124
2013
Smarald
Pantone 17-5641
#009473
2014
Radiant Orchid
Pantone 18-3224
#B163A3
2015
Marsala
Pantone 18-1438
#955251
2016
Rose Quartz
Pantone 13-1520
#F7CAC9
2016
Serenity
Pantone 15-3913
#92A8D1
2017
Greenery
Pantone 15-0343
#88B04B
2018
Ultra Violet
Pantone 18-3838
#5F4B8B
2019
Living Coral
Pantone 16-1546
#FF6F61
2020
Albastru clasic
Pantone 19-4052
#0F4C81
2021
Ultimate Gray
Pantone 17-5104
#939597
2021
Illuminating
Pantone 13-0647
#F5DF4D
2022
Very Peri
Pantone 17-3938
#6667AB
2023
Viva Magenta
Pantone 18-1750
#BB2649
2024
Peach Fuzz
Pantone 13-1023
#FEBE98
2025
Mocha Mousse
Pantone 17-1230
#A47864